# David (Panamá)
David ou San José de David (nome oficial) é uma cidade localizada no sudoeste do Panamá. David é a capital da província de Chiriquí e do distrito de David. Sua população estimada em 2005 era de 124.500 habitantes, no censo de 2000 possuía 77.057 habitantes.

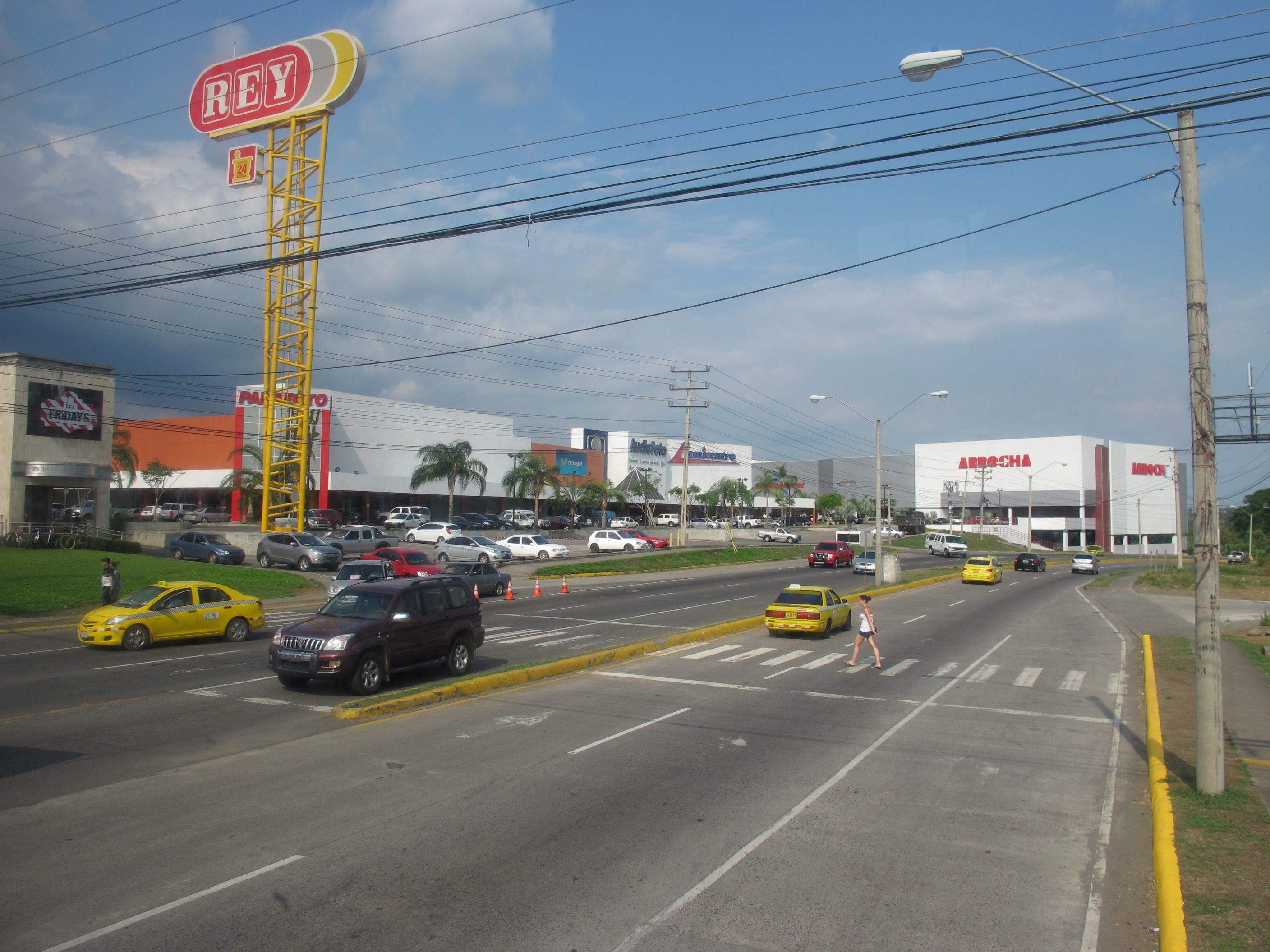
David (Panamá)

David foi fundada em 1602 por Juan López de Sequeira, as margens do rio David (também conhecido como Risacua).